# Päivi Virta
Päivi Virta, geb. Halonen, (* 3. August 1964 in Tampere) ist eine ehemalige finnische Eishockeyspielerin, die über viele Jahre bei den Espoo Blues, den Keravan Shakers und Ilves Tampere in der Naisten SM-sarja aktiv war. Mit der finnischen Nationalmannschaft gewann sie mehrere Goldmedaillen bei Eishockey-Europameisterschaften und fünf Bronzemedaillen bei Eishockey-Weltmeisterschaften.

## Karriere
Päivi Virta (geb. Halonen) wurde in Tampere geboren. Das erste Fraueneishockeyteam Finnlands wurde 1971 in Tampere gegründet und Halonen schloss sich diesem später an. 1982 wurde die Naisten SM-sarja als höchste Spielklasse gegründet und Virta spielte bis 1990 in dieser für Ilves Tampere. Dabei gewann sie zwischen 1985 und 1988 dreimal in Folge die finnische Meisterschaft, ehe sie 1990 – nach einem weiteren Meistertitel mit Ilves – zu den Keravan Shakers wechselte. Mit den Shakers gewann Virta zwischen 1994 und 1996 drei weitere Meistertitel.
Ab 1997 spielte sie in Espoo Eishockey für Kiekko-Espoo, das sich 1998 in Espoo Blues umbenannte. Zwischen 1999 und 2005 gewann sie mit den Blues sieben Mal in Folge die finnische Meisterschaft. 2004 wurde sie als erste Frau mit dem Preis des Präsidenten des finnischen Eishockeyverbandes, der President´s Trophy, ausgezeichnet.
Während der Saison 2005/06 erreichte sie als erste finnische Frau die Marke von 400 Hauptrundenspielen. 2006 beendete Virta ihre Karriere nach über 24 Jahren in der höchsten Spielklasse. Während ihrer langen Karriere erreichte sie die Rekordzahl von 408 Hauptrunden-Spielen in der SM-sarja, in denen sie 117 Tore erzielte und 378 Vorlagen (495 Scorerpunkten) beisteuerte. In weiteren 107 Playoff-Partien kam sie auf weitere 82 Scorerpunkte, insgesamt gewann sie 15 finnische Meistertitel. 
2008 wurde ihre Nummer #33 von den Espoo Blues gesperrt.
2016 wurde sie in der Kategorie Spieler als 235. Person insgesamt in die Finnische Eishockey-Ruhmeshalle aufgenommen.

### International
1987 wurde die finnische Frauennationalmannschaft gegründet, der Haanpää von Anfang an angehörte und mit der sie die erste IIHF-Frauen-Europameisterschaft 1989 gewann. Bei der ersten Weltmeisterschafts-Teilnahme der finnischen Löwinnen 1990 in Ottawa besiegten diese im Spiel um den dritten Platz Schweden mit 6:3 und gewannen damit die Bronzemedaille.
Bei Weltmeisterschaften absolvierte sie zwischen 1990 und 2000 insgesamt 24 Partien für Finnland, in denen Virta 15 Scorerpunkte sammelte. 1990, 1992, 1994, 1999 und 2000 errang sie jeweils die Bronzemedaille mit Finnland. Hinzu kommen vier Goldmedaillen und eine Bronzemedaille bei Europameisterschaften.
Insgesamt absolvierte Virta 97 Länderspiele für Finnland.

## Erfolge und Auszeichnungen
- 2004 President’s Trophy des finnischen Eishockeyverbandes
- 2016 Aufnahme in die Finnische Eishockey-Ruhmeshalle

### Naisten SM-sarja
| - 1985 Finnischer Meister mit Ilves Tampere - 1986 Finnischer Meister mit Ilves Tampere - 1987 Finnischer Meister mit Ilves Tampere - 1988 Finnischer Meister mit Ilves Tampere - 1990 Finnischer Meister mit Ilves Tampere - 1994 Finnischer Meister mit den Keravan Shakers - 1995 Finnischer Meister mit den Keravan Shakers - 1996 Finnischer Meister mit den Keravan Shakers | - 1999 Finnischer Meister mit den Espoo Blues - 2000 Finnischer Meister mit den Espoo Blues - 2001 Finnischer Meister mit den Espoo Blues - 2002 Finnischer Meister mit den Espoo Blues - 2003 Finnischer Meister mit den Espoo Blues - 2004 Finnischer Meister mit den Espoo Blues - 2005 Finnischer Meister mit den Espoo Blues |

### International
| - 1989 Goldmedaille bei der Europameisterschaft - 1990 Bronzemedaille bei der Weltmeisterschaft - 1991 Goldmedaille bei der Europameisterschaft - 1992 Bronzemedaille bei der Weltmeisterschaft - 1993 Goldmedaille bei der Europameisterschaft | - 1994 Bronzemedaille bei der Weltmeisterschaft - 1995 Goldmedaille bei der Europameisterschaft - 1996 Bronzemedaille bei der Europameisterschaft - 1999 Bronzemedaille bei der Weltmeisterschaft - 2000 Bronzemedaille bei der Weltmeisterschaft |

## Karrierestatistik
(Legende zur Spielerstatistik: Sp oder GP = absolvierte Spiele; T oder G = erzielte Tore; V oder A = erzielte Assists; Pkt oder Pts = erzielte Scorerpunkte; SM oder PIM = erhaltene Strafminuten; +/− = Plus/Minus-Bilanz; PP = erzielte Überzahltore; SH = erzielte Unterzahltore; GW = erzielte Siegtore; 1 Play-downs/Relegation; Kursiv: Statistik nicht vollständig)